# 96086 Toscanos
96086 Toscanos este o planetă minoră (asteroid), cu un diametru de 8,703 km, din centura de asteroizi. A fost descoperită pe 29 septembrie 1973 la Observatorul Palomar de Cornelis Johannes van Houten. 
Obiectul prezintă o orbită caracterizată de o semiaxă mare de 3,9754954308587 UAi, o excentricitate de 0,14, o înclinație de 4,9 ° în raport cu ecliptica.